# Tamaki (Nouvelle-Zélande)
Pour les articles homonymes, voir Tamaki (homonymie).
Tamaki (Maori: Tāmaki)  est une petite banlieue de l’est de la cité d’Auckland (en), dans l’Île du Nord de la Nouvelle-Zélande.

## Situation
Elle est située à 11 kilomètres  du centre de la cité d’Auckland CBD, 
Elle est localisée sur les berges de l’estuaire du fleuve Tamaki, qui est une branche sud du golfe de Hauraki. 
La localité est située entre les banlieues de Point England vers le nord et celle de Panmure vers le sud.
On trouve aussi à proximité : les banlieues de Mount Wellington et Saint Johns

## Gouvernance
Tamaki  est sous la gouvernance locale du conseil d’Auckland.
C’est une partie du secteur électoral parlementaire de Tāmaki (en), qui est beaucoup plus vaste .

## Population
Tamaki  avait une population de 4 263 résidents lors du recensement de 2001 en Nouvelle-Zélande (en).

## Volcans
Vers l’ouest de la banlieue, on trouve le Maungarei / mont Wellington (en) , qui s’élève à 137 mètres et qui est un pic volcanique, formant une partie du champ volcanique d'Auckland. 
Il fut formé par une éruption survenue il y a environ 9 000 ans.

## Toponymie
Par un raccourci du nom géographique, la banlieue nommée East Tamaki est localisée à plusieurs kilomètres vers le sud de la banlieue de Tamaki elle-même, parce qu’elle tire son nom du fait qu’elle est sur la berge est du fleuve Tamaki plutôt que de sa relation avec la ville de Tamaki.
Le nom de Maki  est un nom en langue Māori pour l’isthme d’Auckland, et fut plus tard appliqué à la partie est de la cité des premiers temps d’Auckland (en direction du fleuve Tamaki), comme le montre le nom du Tamaki Road Board.
Le nom Tāmaki a une origine contestée. 
Dans l’ancien mot du langage polynésien, c’est le mot pour bataille  mais il peut aussi signifier plein de gens , i.e., lourdement habité- une possibilité ironique donne le fait que pour les Maori, l’isthme d’Auckland  était déjà à cette époque-là ,densément habité ce qui en langage Māori se dit  Tāmaki-makau-rau. 
Une troisième origine possible du nom est Tā-Makiqui signifierait une attaque avec succès de la part de Maki, qui était le nom du chef d’une tribu locale [citation nécessaire]